# Loving You (chanson)
Pour les articles homonymes, voir Loving You.
Pistes de Loving You
(Let Me Be Your) Teddy Bear Got a Lot O' Livin' to Do!
Loving You est une chanson sentimentale écrite par Jerry Leiber & Mike Stoller pour Elvis Presley, dont la version, enregistrée avec les Jordanaires dans les chœurs, a été éditée par RCA en 1957 en face B de (Let Me Be Your) Teddy Bear. La chanson a été créée pour le film Loving You (Amour frénétique), réalisé par Hal Kanter en 1957, et figure sur l'album du même nom paru en juillet.

## Reprises et adaptations

### Reprises
(non exhaustif)
- Scotty Moore et Tanita Tikaram[1].
- Johnny Hallyday (1992, Urgence)

### Adaptation
- Georges Aber l'a adaptée en français pour Johnny Hallyday sous le titre Ma vie à t'aimer, sur l'album Jeune Homme (1968).